# معاهدة أرضروم الأولى
معاهدة أرضروم الأولى في يوليو 1823، والتي تلت انتصار القاجاريون على العثمانيين في معركة أرضروم 1823.
عقدت معاهدة أَرضروم عام 1823 م بين الدول الأربع، إنجلترا وإيران والعثمانيين والدولة الكعبية، وأعطت المعاهدة إيران مدينة المحمرة وميناءها وجزيرة خضر والمرسى والأراضي الواقعة على الضفة الشرقية من شط العرب.
ولكن القوات الإنجليزية هاجمت عربستان واحتلت المحمرة والأحواز، واتفقت مع الدولة الكعبية على ضمان استقلالها. وانسحبت في 1857م، وبعد ذلك اتفقت الدولة القاجارية مع الدولة الكعبية على أمور أهمها عدم التدخل في شؤونها، وأن يكون لها كيانها المستقل؛ وأن تكون الجمارك تحت إدارة الدولة القاجارية.